# Ocadia glyphistoma

Ocadia glyphistoma McCord & Iverson, 1994 est une espèce composite, synonyme de deux espèces de tortues :
- Mauremys annamensis (Siebenrock, 1903) ;
- Mauremys sinensis (Gray, 1834).